# علم و فناوری در فرانسه
علم و فناوری در فرانسه تاریخی طولانی دارد و به فرهنگستان علوم فرانسه که در سال ۱۶۶۶ توسط لوئی چهاردهم به پیشنهاد ژان-باتیست کولبرت برای ترویج و محافظت از روحیه تحقیق علمی فرانسوی تأسیس شد، بازمی‌گردد.
فرانسه در سال ۲۰۲۳ رتبه یازدهم شاخص نوآوری جهانی را داشت که بالاتر از رتبه شانزدهم این کشور در سال ۲۰۱۹ بود.